# Isaack Gilsemans

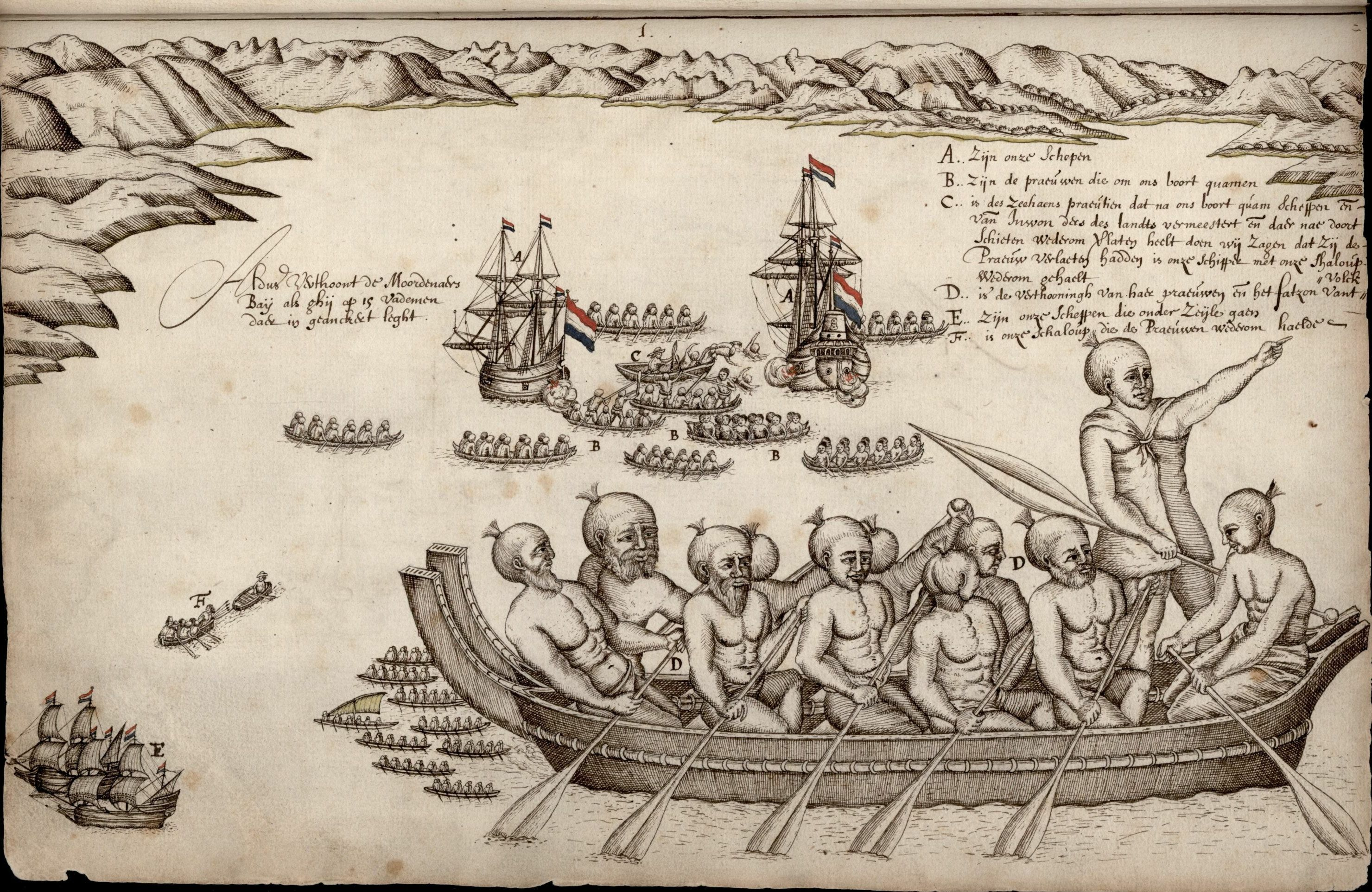
Una vista della baia degli assassini con una barca di Isaack Gilsemans, Biblioteca Alexander Turnbull, 1642

Isaack Gilsemans (Rotterdam, 1606 circa – Batavia, 1646) è stato un mercante e artista olandese.

## Biografia
Gilsemans è noto soprattutto per aver accompagnato l'esploratore Abel Tasman nella sua spedizione del 1642-1643, durante la quale divennero note agli europei la Tasmania, la Nuova Zelanda e diverse isole del Pacifico. Gilsemans realizzò una serie di disegni che documentano la vita dell'isola e dei nativi. Le sue raffigurazioni del popolo Maori furono le prime a raggiungere gli europei.
Disegnatore e cartografo, si pensa abbia realizzato i profili costieri nel diario di Tasman e quindi il primo europeo a realizzare un'immagine della Terra di Van Diemen. Il grafico di Gilsemans documenta il primo sbarco europeo in Tasmania nel 1642, a seguito del quale Gilsemans Bay vicino a Dunalley ha preso il suo nome.